# Nap-sugár

Néhány csillag mérete, és tömege: a legkisebb a Pisztoly-csillag (340 R☉), mely egyben a legnehezebb is (150 M☉). A többi: Ró Cassiopeiae (450 R☉/40 M☉), Betelgeuze (1000 R☉/20 M☉), és a VY Canis Majoris (2100 R☉/30-40 M☉). (A Nap (1 R☉/1 M☉) a képen nem látható)

A Nap-sugár (szimbóluma R☉) a Nap sugara, a csillagászatban viszonyítási alap a csillagok méretének szemléletessé tételéhez. Értéke 6,957 × 108 m, a Föld sugarának 109 szerese, a Jupiter átlagos sugarának 10-szerese.
{\displaystyle 1\,R_{\odot }^{N}=6,957\times 10^{8}\,{\hbox{m}}=0,004652\,{\hbox{CsE}}}
A Nap saját sugara a Nap tengely körüli forgásának következtében finoman nő a pólusoktól az egyenlítőig. A napsugár mint mértékegység ezt a változást nem fejezi ki, hanem egy névleges érték más csillagok méretének kifejezéséhez.
2015-ben a Nemzetközi Csillagászati Unió elfogadta a B3 határozatot, amely meghatározta a csillag- és bolygócsillagászat névleges konverziós állandóinak halmazát. A B3 határozat meghatározta a névleges napsugár értékét (szimbóluma {\displaystyle R_{\odot }^{N}}) aminek pontos értéke 695 700 km. A névleges értékeket azért fogadták el, hogy segítsenek a csillagászoknak elkerülni azt a zavart, amikor a csillagok méretét (a sugarát) a Nap sugarának egységeiben adják meg, még akkor is, ha a jövőbeli megfigyelések valószínűleg finomítják a Nap tényleges sugarának értékét (amely 2015-ben ± 100–200 km pontossággal ismert).

## Kapcsolódó mértékegységek
Értéke más mennyiségekben kifejezve:
- 6,957 × 108 méter
- 695 700 kilométer
- 0,004652 CsE

## Lásd még
- Nagyságrendek listája (hosszúság)
- Naptömeg